# Anolis loveridgei
Anolis loveridgei es una especie de iguanios de la familia Dactyloidae.

## Distribución geográfica
Es endémica de Honduras.

## Estado de conservación
Se encuentra amenazada por la pérdida de su hábitat natural.